# オーダ (東フランク王妃)
オーダ（Oda, 873/4年 - 903年11月30日以降）またはオータ（Ota）、ウータ（Uta）は、東フランク王・ローマ皇帝アルヌルフの妃で、ルートヴィヒ4世の母。

## 生涯
オーダはコンラディン家の出身と考えられている。888年頃に東フランク王アルヌルフと結婚した。このつながりにより、アルヌルフは当時ロートリンゲン、フランケン、ヘッセンおよびバイエルンを支配していたコンラディン家からの支援を期待した。
889年5月末にフォルヒハイムで行われた会議において、アルヌルフは2人の庶子ツヴェンティボルトとラトルトを自身の後継者として認めさせようとした。フルダ年代記によると、もしアルヌルフが正嫡をもうけなかった場合には、これを認めると宣誓したフランク貴族もいたという。しかし、893年にオーダは期待されていた正嫡であるルートヴィヒを産んだ。
アルヌルフの死の少し前に、オーダはヴォルムス大聖堂やフライジング大聖堂と同様にクレムスミュンスターやアルトエッティングの重要な修道院が特権を維持するための文書に対して何度か異議を唱えた。オーダがアルヌルフの治世において夫を支えていたのは明らかである。しかし、その中で、オーダは多くの敵もつくった。アルヌルフは死の直前にはすでに病が重く、実際に統治することができなかったが、899年6月にレーゲンスブルクでオーダは自らの姦通の嫌疑について無罪を証明しなければならなかった。しかし、72の証言により、この嫌疑を晴らすことができた。これは中世において2件目の姦通の嫌疑の裁判であった。12年前にカール3世の妃リヒャルディスも同様の嫌疑を受けている。
オーダは自らの寡婦財産からブリクセン及びフェーリング（Föhring）の重要な土地を、ゼーベンやフライジングの教会に与えるため、息子ルートヴィヒに遺贈した。オーダは夫アルヌルフの死後おそらく故郷のフランケンに戻り、レーゲンスブルクの聖エメラム修道院の夫の隣に埋葬された。

## 出自
オーダの出自に関してはいくつかの文献があるが、議論が分かれている。Friedrich Steinは1872年に、オーダはラーンガウ伯大コンラートの姉妹ではなく、大コンラートの叔父ベレンガルもしくはベルトルトの娘ではないかとし、この説は今日も広く受け入れられている。この仮説の根拠となっているのは、大コンラートの息子たちとルートヴィヒ4世の関係について、「propinquus Ludovici（ルートヴィヒの近親）」で「nepos amabilis（親しい甥/孫）」と記されていることによる。
Donald C. Jackmanはこれらの記述、特に「amabilis」に関して、SteinやEduard Hlawitschkaの説よりもより近しい関係であると指摘し、それは父方ではなく、母方の関係によるとしている。つまりルートヴィヒの母オーダとコンラート1世の母グリスムートは姉妹であったとする。そしてそれによりオーダはベレンガルもしくはベルトルトの娘ではなく、コンラディン家出身でもないと結論づけている。つまり、コンラート1世はルートヴィヒ4世の従兄弟であり、その近い血縁関係により、911年にコンラート1世が東フランク王に選ばれたとしている。